# Азоя
Азо́я (порт. Azoia)  —  район (фрегезия) в Португалии,  входит в округ Лейрия. Является составной частью муниципалитета  Лейрия. По старому административному делению входил в провинцию Бейра-Литорал. Входит в экономико-статистический  субрегион Пиньял-Литорал, который входит в Центральный регион. Население составляет 2269 человек на 2001 год. Занимает площадь 12,43 км².
Покровителем района считается Святая Катарина (порт. Santa Catarina). 

## История
Район основан в 1713 году